# Маврикийско-французские отношения
Маврикийско-французские отношения — двусторонние дипломатические отношения между Маврикием и Францией. Государства являются членами Организации Объединённых Наций.

## История
Маврикий поддерживает тесные связи со своим ближайшим соседом — французским островом Реюньон. Связи между Францией и Маврикием восходят к 1710 году, когда Маврикий стал французской колонией и был переименован в Иль-де-Франс. Между странами имеется территориальный спор по поводу принадлежности острова Тромлена, на который претендует Маврикий.

## Торговля
Торговые отношения между государствами прочные, многоуровневые и постепенно развиваются. Франция является одним из стратегических партнёров Маврикия и участвует в развитии туристической индустрии этой страны.

## Культурный обмен
В 2007 году во Франции проживало 16,229 уроженцев Маврикия. Франко-маврикийцы составляют 2 % населения Маврикия и владеют многими крупнейшими предприятиями и компаниями в стране.

## Дипломатические представительства
- Маврикий содержит посольство в Париже[4].
- У Франции имеется посольство в Порт-Луи[5].